# شاتو د مونمولا
قلعه مونمولا قلعه ای باستانی است که در قرن ۱۳ یا ۱۴ میلادی بازسازی شده‌است. این قلعه در قرن نوزدهم به سبک نئوگوتیک احیا گریدید. این بنا در بخش رون در اوورنی-رون-آلپ قرار دارد.